# Tom Lawrence
Thomas Morris Lawrence (født 13. januar 1994) er en walisisk professionel fodboldspiller, som spiller for den skotske Premiership-klub Rangers.

## Klubkarriere

### Manchester United
Lawrence blev del af Manchester Uniteds akademi som otte årig, og debuterede for førsteholdet den 6. maj 2014 i en Premier League-kamp imod Hull City.

#### Lejeaftaler
Lawrence tilbragte lejeaftaler hos Carlisle United og Yeovil Town i løbet af sin tid hos Manchester United.

### Leicester City
Lawrence skiftede i september 2014 til Leicester City på en fast aftale.

#### Lejeaftaler
Lawrence var i sin tid hos Leicester udlejet til Rotherham United, Blackburn Rovers, Cardiff City og Ipswich Town.

### Derby County
Lawrence skiftede i august 2017 til Derby County. Han blev i juli 2021 udpeget som klubbens nye anfører.

### Rangers
Lawrence skiftede i juli 2022 til Rangers.

## Landsholdskarriere

### Ungdomslandshold
Lawrence har repræsenteret Wales på flere ungdomsniveauer.

### Seniorlandshold
Lawrence debuterede for Wales' landshold den 13. oktober 2015.